# Stipitococcaceae
Famille
Les Stipitococcaceae sont une famille d'algues de l'embranchement des Ochrophyta  de la classe des Xanthophyceae et de l’ordre des  Rhizochloridales.

## Étymologie
Le nom vient du genre type Stipitococcus, dérivé du latin stipes, tige, et du grec κοκκοσ / kokkos, « graine ; pépin ; baie », littéralement « baie avec une tige », en référence à la morphologie de l'organisme qui se présente comme une « cellule  attachée à une tige ».

## Description
Le genre type Stipitococcus se présente sous la forme de cellules épiphytes, grégaires, petites, attachées à une très longue tige hyaline (transparent comme du verre), arrondie à la base, apiculée à l'apex, et parfois de forme circulaire irrégulièrement étalée au sommet ; le contenu de cellules est vert vif, les chromatophores sont pariétaux, courbé et de forme irrégulière.

## Liste des genres
Selon AlgaeBase (17 avril 2022) :

- Rhizolekane Pascher, 1932
- Stipitochloris Pascher ex Deflandre, 1952
- Stipitococcus West & G.S.West, 1898 - genre type
- Stipitoporos Ettl, 1965

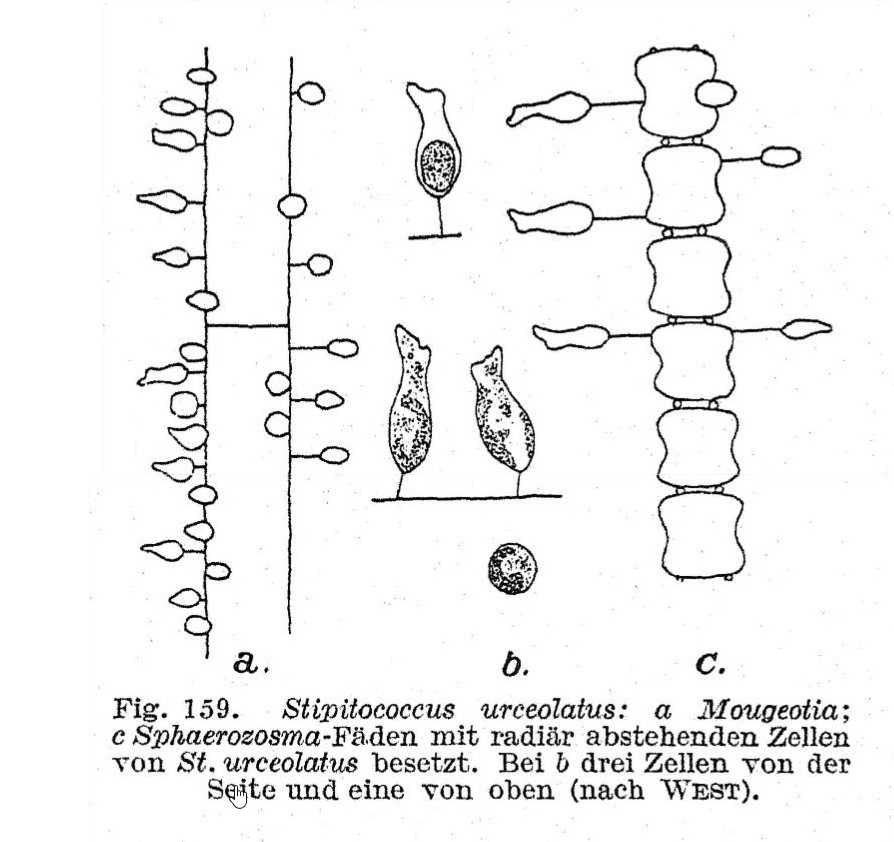
Stipitococcus urceolatus
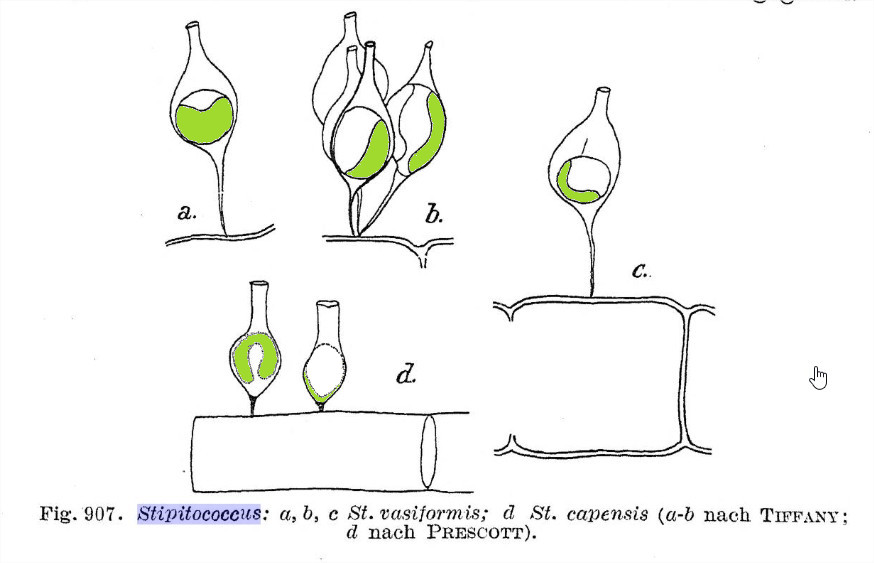
Stipitococcus vasiformis & Stipitococcus capensis